# 趙婕妤
赵婕妤（前113年—前88年），名不详，西汉武垣县人。汉武帝寵妃，汉昭帝生母。

## 生平
趙氏是漢武帝朝的大美人，姿容美艷。據稱，她因总是握拳，被称为“拳夫人”；漢武帝巡行經過河間地區時，有望氣者表示此地有祥雲瑞藹，顯示必有奇女生長於斯，漢武帝立即下詔派人尋找，果然如望氣者所言，隨行官員就找到一位年輕漂亮的女子，武帝於是召见她；她在受武帝召見時，終於将拳頭張开；传说，因為她拳頭張開後，手掌心握有一玉钩，因此被稱为钩弋夫人。
後來，她（進入後宮並）被朝廷授予婕妤位階，居住在钩弋宫。公元前94年，她生下一個兒子，這個兒子被命名為劉弗陵，並在後來成為漢昭帝；《漢書》〈外戚傳〉中記載這次懷孕過程長達約十四個月，朝廷大臣都表示是聖明君主降世的象徵，紛紛向武帝表達祝賀；年邁的武帝也對這個兒子十分關愛，並下令將钩弋宫门改为“尧母门”。

## 賜死
据《汉书》载，赵婕妤是因受武帝责备而忧郁病死。但是有种广泛流传的传说，认为武帝临死前，因为巫蛊之乱后储君之位空缺，准备立刘弗陵为太子，但武帝認為钩弋夫人尚在青年，工于心计，武帝擔心自己死後年輕的鉤弋夫人專權，为了防止“子幼母壮”、外戚专权的事情发生，他借故处死了钩弋夫人。鉤弋夫人被譴責時，驚懼地脫下滿頭的金釵玉簪叩頭，武帝無情說道：「拉她走，送去掖庭獄！（專審皇家子弟的監獄）」鉤弋夫人一邊被人拉走一邊回頭看武帝，武帝只是冷冷地說：「快走吧！妳不能再活下去！」夫人死於雲陽宮。
《搜神記》刺死前，钩弋夫人哀求武帝留一纪念，武帝允之。夫人乃以拳按陶砖，留其印迹，遂置于未央宫寝殿中，以表永怀，并允诺保全其名节。钩弋夫人死時，暴風揚塵，百姓都為她感傷。使者在夜晚才低調地把她下葬。說趙婕妤死時有異香遠傳十餘里，漢武帝下令發冢開視，發現棺空無尸，只剩一隻鞋子。

## 動機
其後武帝閒居，問左右侍從世間人對鉤弋夫人的死有何看法，侍從們回答：「人人都疑惑既然立夫人的兒子為太子，為何還要殺太子的母親？」武帝道：「唉，這不是你們這些愚鈍的人可以明白的。古時候的國家之所以會動亂，大多是因為‘主少母壯’。女主獨自居住，驕橫擅權，沒有人能禁止她行淫亂之事。你難道沒聽過呂后專權的事麼？」
后来的北魏援汉武帝杀钩弋夫人事，一旦立储，就将储君生母赐死，即“子貴母死”，这一做法在北魏延续了很多年。

## 後記
汉昭帝即位之后，追封母亲钩弋夫人为皇太后。並發動二萬人為鉤弋夫人建造陵墓，稱雲陵，或稱女陵，並設園邑三千戶，同時追尊外祖父為順成侯，外姑祖母趙君姁亦得賞賜。
鉤弋夫人雲陵位于陕西省淳化县铁王乡大圪塔村西北。2013年5月雲陵被确定为全国重点文物保护单位，2016年7月被盗。2017年11月公安机关破获盗墓集团，追回文物一千多件。
今肃宁县窝北镇垣城南村武垣城遗址内，仍留有钩弋夫人庙遗址，当地每年农历四月十八举行庙会，以示纪念。

## 延伸阅读
[在维基数据编辑]
 《漢書·卷097上》，出自班固《漢書》
 《漢書/卷097下》，出自班固《漢書》
 在维基共享资源阅览影像

### 引用
1. ↑  . ctext.org.   [2021-11-14]. （原始内容存档于2021-11-14） （中文（臺灣））.
2. ↑  武帝預謀昭帝，乃賜鉤弋夫人死一說，係出於褚少孫《補史記》文。王世贞《艳异编》中记述赵钩弋随武帝至甘泉宫，她对武帝说：“妾相连此，应为陛下生一男。年七岁，妾当死。今必死于此，不可得归矣。愿陛下自爱。宫中多巫蛊气，必伤圣体，幸慎之。”
3. ↑  後數日，帝譴責鉤弋夫人。夫人脫簪珥叩頭。帝曰：「引持去，送掖庭獄！」夫人還顧，帝曰：「趣行，女不得活！」夫人死雲陽宮。時暴風揚塵，百姓感傷。使者夜持棺往葬之，封識其處。
4. ↑  《搜神记》记载：“初，钩弋夫人有罪，以谴死，既殡，尸不臭，而香闻十余里。因葬云陵，上哀悼之。又疑其非常人，乃发冢开视，棺空无尸，惟双履存一云。昭帝即位，改葬之，棺空无尸，独丝履存焉。”
5. ↑  其後帝閒居，問左右曰：「人言雲何？」左右對曰：「人言且立其子，何去其母乎？」帝曰：「然。是非兒曹愚人所知也。往古國家所以亂也，由主少母壯也。女主獨居驕蹇，淫亂自恣，莫能禁也。女不聞呂后邪？」
6. ↑  《三輔黃圖》卷六：「昭帝母趙倢伃雲陵，在雲陽甘泉宮南，今人呼為女陵。」
7. ↑  《漢書》卷九十七上 外戚傳第六十七上：「順成侯有姊君姁，賜錢二百萬，奴婢第宅以充實焉。」
8. ↑  正义括地志云：“云阳陵，汉钩弋夫人陵也，在云阳县西北五十八里。”
9. ↑  . 中国日报. 2017-11-18  [2017-11-18]. （原始内容存档于2017-12-01）.

### 书籍
- 《汉书·外戚传》
- 《史記·外戚世家第十九》
- 《三輔黃圖》
- 《肃宁县志》